# Плотников, Дмитрий Владимирович (футболист)
Дмитрий Владимирович Плотников (22 февраля 1973, Саратов) — советский и российский футболист, полузащитник.

## Биография
Воспитанник СДЮШОР профкома СЭПО (Саратов), тренер — Александр Яковлевич Андреев. Во взрослом футболе начал выступать в последнем сезоне первенства СССР во второй лиге за саратовский «Сокол». С 1992 года со своим клубом выступал в первом дивизионе России, за семь сезонов провёл более 200 матчей. Бронзовый призёр первого дивизиона 1997 и 1998 годов, в 1999 году также был в заявке клуба, но за основную команду не играл. В Кубке России наивысшим успехом игрока был выход в 1/8 финала в сезоне 1994/95, где «Сокол» уступил московскому «Спартаку».
С 2000 года играл во втором дивизионе за «Волгу» (Ульяновск) и «Динамо» (Киров). В 2006 году вернулся в «Сокол», выступавший в том сезоне на любительском уровне, стал победителем зонального турнира МФС «Приволжье» и обладателем регионального Кубка, а в финальном турнире чемпионата России среди любителей завоевал серебряные награды. Последние матчи на профессиональном уровне провёл в 2008 году в составе «Сокола».

## Личная жизнь
Брат Андрей играл за саратовские клубы по мини-футболу, впоследствии детский тренер. Племянник Артём Плотников — игрок юношеской сборной России по мини-футболу.